# 아이소플라보노이드

3-페닐크로멘-4-온의 구조

아이소플라반의 3-페닐크로만(아이소플라반) 골격

아이소플라보노이드(영어: isoflavonoid)는 플라보노이드 페놀 화합물의 한 종류로, 대부분 생물학적으로 활성을 나타낸다. 많은 아이소플라보노이드 화합물들이 에스트로젠 수용체를 통해 생물학적 효과를 나타내기 때문에 아이소플라보노이드 및 그 유도체는 피토에스트로젠이라고도 한다.
의학적으로 아이소플라보노이드 및 관련 화합물들은 많은 식이 보충제에 사용되었지만, 의료계 및 과학계는 일반적으로 그러한 사용에 회의적이다. 최근에는 영아가 식물성 제품에 노출될 때 담도폐쇄증을 유발할 수 있는 빌리아트레손을 포함한 일부 천연 플라보노이드가 독소로 확인되었다.
아이소플라보노이드 계열의 화합물은 그 범주가 광범위하며 다음과 같은 구조적으로 유사한 많은 화합물들을 포함하고 있다.
- 아이소플라본
- 아이소플라보논
- 아이소플라반
- 프테로카르판[2]
- 로테노이드

아이소플라보노이드는 리퀴리티제닌 또는 나린제닌을 통해 플라보노이드 생합성 경로에서부터 유도된다.

## 화학 구조
플라보노이드(좁은 의미에서)는 2-페닐크로멘-4-온 골격을 가지고 있는 반면, 아이소플라보노이드는 2번 위치가 하이드록실기로 치환되지 않은 3-페닐크로멘-4-온 골격(아이소플라본의 경우)을 가지거나 3-페닐크로만(아이소플라반) 골격(에쿠올과 같은 아이소플라베인의 경우)을 갖는다.

## 같이 보기
- 플라보노이드
- 아이소플라본
- 제니스테인
- 다이드제인
- 호모아이소플라보노이드, 탄소가 16개인 골격을 가지고 있는 관련 분자